# Rutger Wouters
Rutger Wouters (Heusden-Zolder, 10 augustus 1991) is een Belgische wielrenner.

## Biografie
Rutger Wouters begon op zijn 16de met wielrennen. Hij won zijn eerste koers op zijn 19de.
Hij combineert zijn carrière met een job als leerkracht aardrijkskunde en geschiedenis aan het Sint-Franciscuscollege in Heusden.
Vanaf zijn 22ste werden zijn resultaten alsmaar beter en dat resulteerde in 2017 in 14 overwinningen waaronder de wedstrijd van de Beker van België in Momignies en de interclub in Zandhoven.
In 2018 won hij 15 wedstrijden met als belangrijkste koersen: het Belgische kampioenschap op de weg voor eliterenners zonder contract in Stabroek (voor Jonas Goeman en Dries Verstrepen) en de interclub in Averbode voor Toon Aerts, Mathijs Paasschens, Quinten Hermans, Tom Wirtgen en Pieter Jacobs.
2019 werd een uitzonderlijk jaar met 30 zeges, waarvan het overgrote deel in de Belgische driekleur en met overwinningen in de profkoers van Tienen en de interclub van Nieuwkerken-Waas en een tweede plaats op het Belgische kampioenschap tijdrijden in Middelkerke.
2020 werd een kort seizoen omwille van de Covid-19 pandemie, toch behaalde hij 3 zeges waaronder het Belgische kampioenschap tijdrijden in Koksijde voor David Boucher en Benjamin Verraes.
Ook 2021 werd door de pandemie gereduceerd tot een half seizoen. Desondanks won Wouters 20 keer, waaronder de eerste rit in de UCI 2.2 ronde Tour du Faso, de profkoers in Tienen en een tweede plaats in het Belgische kampioenschap tijdrijden in Izegem. Bovendien werd hij voor de derde keer Limburgs kampioen op de weg.
In 2022 won de Beringse renner 32 keer, een aantal waar niemand in de voorgaande 13 jaar in slaagde.
Ook in 2023 werd Wouters Belgisch zegekoning (voor het vijfde jaar op rij) door 26 keer te winnen, waaronder opnieuw een rit in de UCI 2.2 Tour du Faso en werd hij tweede in het eindklassement van deze ronde. Bovendien werd hij voor de tweede keer Limburgs kampioen in het tijdrijden en derde op het Belgisch kampioenschap op de weg in Putte.
2024 werd zijn succesvolste jaar tot dan toe met 34 zeges, waaronder 2 ritten en het eindklassement van de UCI 2.2 Tour of Routhe Salvation in Turkije, 2 etappes in de UCI 2.2 GP Chantal Biya in Kameroen en werd hij voor de tweede keer Belgisch kampioen tijdrijden. Hij wist ook de profkermiskoers Trofee Maarten Wynants in Houthalen-Helchteren en de kermisronde in het Nederlandse Luyksgestel te winnen. Verder werd hij opnieuw Limburgs kampioen tijdrijden en werd 4de in het eindklassement van de UCI 2.2 Tour of Salalah in Oman.

## Palmares
- 2016
  - Trofee Luc van Biesen (interclub)
- 2017
  - GP Juul Marinus (interclub)
  - Limburgs wegkampioen Achel
  - Memorial Francis Leners (Beker van België)
- 2018
  - Limburgs wegkampioenschap Heers
  - Sinksenkoers Averbode (interclub)
  - Belgisch kampioen elite zonder contract
- 2019
  - Vlaams-Brabants kampioenschap ploegentijdrit
  - GP Georges Lassaut
  - Grote Prijs Nieuwkerken-Waas (interclub)
  - GP Elektron Tienen (profkoers)
  - 2e in het Belgisch kampioenschap tijdrijden elite zonder contract
  - 2e in de GP Maarten Wynants (profkoers)
- 2020
  - Belgisch kampioen tijdrijden elite zonder contract
- 2021
  - Limburgs wegkampioen Kerniel
  - GP André Flahaut
  - GP Elektron Tienen (profkoers)
  - 1e etappe van de Tour du Faso
- 2022
  - Limburgs kampioen tijdrijden Leopoldsburg
  - 3de in het Belgisch kampioenschap tijdrijden elite zonder contract
  - 3de in de GP Eugeen Roggeman (profkoers)
- 2023
  - Limburgs kampioen tijdrijden Leopoldsburg
  - GP André Flahaut
  - 3e etappe van de Tour du Faso
  - 2de in de Tour du Faso
  - 3de in het Belgisch kampioenschap elite zonder contract
- 2024
  - Belgisch kampioen tijdrijden elite zonder contract
  - Limburgs kampioen tijdrijden Zolder
  - 2e, 4e etappe en eindklassement Tour of Routhe Salvation
  - 2e en 5e etappe GP Chantal Biya
  - 2e in de 2e etappe Ronde van Salalah
  - Trofee Maarten Wynants